# 이탈리아계 오스트레일리아인
이탈리아계 오스트레일리아인(이탈리아어: italo-australiani)은 이탈리아 혈통을 전부 또는 부분적으로 가진 오스트레일리아 태생 시민으로, 그들의 조상은 이탈리아 디아스포라 기간 동안 오스트레일리아로 이민 온 이탈리아인이거나 오스트레일리아에서 태어난 이탈리아계 사람들이다.
이탈리아계 오스트레일리아인은 오스트레일리아에서 여섯 번째로 큰 혈통 집단이며, 전 세계 이탈리아 디아스포라에서 가장 큰 집단 중 하나이다. 2021년 인구조사에 따르면, 1,108,364명의 오스트레일리아 거주자가 이탈리아 혈통(단독 또는 다른 혈통과 조합하여)을 지명했으며, 이는 오스트레일리아 인구의 4.4%를 차지한다. 2021년 인구조사에서는 171,520명이 이탈리아에서 태어났음을 확인했다.
2021년에는 228,042명의 오스트레일리아 거주자가 가정에서 이탈리아어를 사용했다. 이탈리아-오스트레일리아 방언은 이탈리아어를 사용하는 이탈리아계 오스트레일리아인들 사이에서 두드러진다.

## 역사

### 초기 역사
이탈리아인들은 첫 함대가 도착하기 전부터 오스트레일리아에 제한된 수로 도착하기 시작했다. 캡틴 제임스 쿡이 1770년 오스트레일리아에 도착했을 때 엔데버호에는 이탈리아 혈통의 두 사람이 복무했다. 주세페 투치(Giuseppe Tuzi)는 영국이 첫 함대로 오스트레일리아로 보낸 죄수들 중 한 명이었다. 호주 정치 참여로 유명한 또 다른 초기 이민자로는 1853년 유레카 봉기에 다른 광부들과 함께 참여하여 봉기에 대한 유일한 완전한 목격자 기록을 남긴 라파엘로 카르보니가 있다. 이러한 북이탈리아 중산층 전문가들의 오스트레일리아 이주는 1860년까지 이탈리아 북부 대부분을 통제했던 오스트리아 당국의 박해, 특히 1840년대와 1850년대 많은 유럽 도시에서 반란이 실패한 이후에 촉진되었다. 빅토리아주의 초기 이탈리아 이민자들에 대한 다프라노(D'Aprano)의 저서에서 언급된 바와 같이: 
우리는 이미 1840년대와 1841년대에 멜버른과 다른 식민지에서 일부 이탈리아 장인들을 발견하는데, 그들 중 다수는 모데나, 나폴리, 베네치아, 밀라노, 볼로냐, 로마 및 다른 도시들의 전제 군주에 대한 패배한 반란에 참여했었다. 그들은 더 나은, 더 효율적인 삶을 찾아 오스트레일리아로 왔다.
1840년대와 1850년대에 경제적인 이유로 이주한 농민 출신 이탈리아 이민자 수가 증가했다. 그럼에도 불구하고, 그들은 토지가 없고 가난에 시달리는 농업 노동 계층 출신이 아니라, 오스트레일리아까지의 여비를 지불할 최소한의 충분한 수단을 가진 농촌 가문 출신이었다. 더욱이 1850년대 후반에는 북이탈리아에서 약 2,000명의 오스트레일리아의 스위스 이탈리아인이 빅토리아주의 금광으로 이주했다.
19세기 내내 오스트레일리아에 도착한 이탈리아인의 수는 적었다. 1890년대 후반까지 두 나라 사이에 직항 해운 연결이 존재하지 않았기 때문에 항해는 비용이 많이 들고 복잡했다. 수에즈 운하 개통 전에는 항해 기간이 두 달이 넘었다. 오스트레일리아로 떠나려던 이탈리아 이민자들은 한 달에 한 번 정도 제노아와 나폴리 항구에 기항하는 독일 해운선을 이용해야 했다. 따라서 미국과 라틴 아메리카 국가와 같은 다른 해외 목적지들이 훨씬 더 매력적으로 판명되어 이주 패턴을 더 빨리 확립하고 훨씬 더 많은 인구를 끌어들일 수 있었다.
그럼에도 불구하고, 1850년대의 빅토리아 골드러시는 수천 명의 이탈리아인과 스위스 이탈리아인들을 오스트레일리아로 끌어들였다. 골드러시로 인한 노동력 공급 부족은 오스트레일리아가 뉴사우스웨일스주와 퀸즐랜드주 모두에서 토지 이용 및 경작 개발을 위해 유럽에서 노동자를 찾게 만들었다. 안타깝게도 빅토리아 금광에 합류한 이탈리아인의 수는 불분명하며, 1871년까지 이탈리아인은 어떤 오스트레일리아 인구조사 수치에서도 특별한 자리를 차지하지 못했다. 1881년, 모든 주에서 이탈리아 이민자에 대한 인구조사 수치가 처음으로 집계된 해에는 뉴사우스웨일스주에 521명의 이탈리아인(전체 인구의 0.066%에 해당)이 있었고, 빅토리아주에는 947명(0.10%)이 있었는데, 이 중 3분의 1은 멜버른에, 나머지는 금광 지역에 있었다. 퀸즐랜드주에는 250명, 사우스오스트레일리아주에는 141명, 태즈메이니아주에는 11명, 웨스턴오스트레일리아주에는 단 10명의 이탈리아인이 있었다. 이러한 오스트레일리아 출처의 수치는 이탈리아 출처의 유사한 수치와 일치한다.
오스트레일리아에 거주하는 이탈리아인은 2,000명 미만이었지만, 집약적인 농업 개발이 가능한 지역에 정착할 수 있는 쉬운 기회에 매력을 느껴 그 수는 증가하는 경향을 보였다. 이와 관련하여, 1880년대 초 이탈리아가 심각한 경제 위기에 직면하여 수십만 명의 이탈리아인이 더 나은 삶을 찾아 해외로 떠나게 될 것이라는 점을 다시 명심해야 한다.
또한, 1870년대와 1880년대에 이탈리아를 방문했던 랜돌프 베드포드와 같은 오스트레일리아 여행자들도 더 많은 이탈리아인 노동자를 오스트레일리아로 받아들이는 것이 편리하다는 점을 인정했다. 베드포드는 이탈리아인들이 "창백한" 영국 이민자들보다 "오스트레일리아 기후에 더 잘 적응할 것"이라고 말했다. 농업 분야에서 일하기 위해 많은 영국인들이 식민지로 이주하면서 일자리 기회가 늘어났기 때문에, 부지런하고 "절약하며 금욕적인" 이탈리아 농민은 분명히 오스트레일리아 땅에 아주 좋은 이민자가 될 것이다. 많은 이탈리아 이민자들은 지중해식 농업 기술에 대한 광범위한 지식을 가지고 있었는데, 이는 그들이 도착하기 전에 사용되던 북유럽 방식보다 오스트레일리아의 혹독한 내륙을 경작하는 데 더 적합했다.
1880년대 초부터 이탈리아의 사회경제적 상황과 농부, 숙련 또는 준숙련 장인, 노동자로서 오스트레일리아에 정착할 풍부한 기회로 인해 오스트레일리아로 떠나는 이탈리아인의 수가 증가했다.

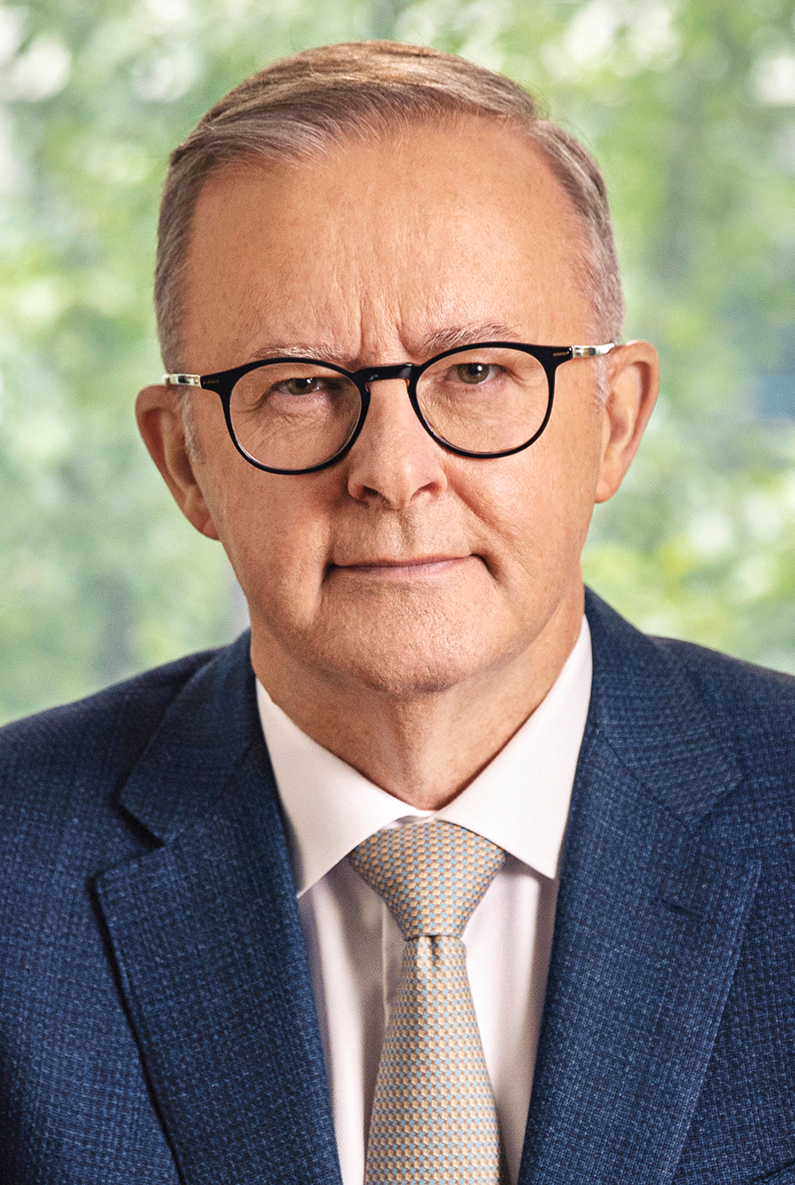
2022년부터 오스트레일리아 총리를 맡고 있는 앤서니 앨버니지

1881년, 200명이 넘는 외국인 이민자 중 상당수가 북이탈리아 출신 이탈리아인이었다. 이들은 레이 후작이 뉴아일랜드섬에 누벨 프랑스(Nouvelle France)라는 식민지를 세우려던 불운한 시도에서 살아남은 생존자들이었다. 이 식민지는 나중에 독일의 독일령 뉴기니 보호령의 일부가 되었다. 그들 중 다수는 우드번 근처 노던 리버스 지구에 위치한, 후에 뉴이탈리아로 알려진 곳에서 16 헥타르 (40 ac)의 조건부 구매 농장을 택했다. 1880년대 중반까지 1,200 헥타르 (3,000 ac) 이상의 총 면적을 가진 약 50개의 토지가 점유되었고, 뉴이탈리아의 이탈리아인 인구는 250명으로 증가했다. 이와 관련하여 링(Lyng)은 다음과 같이 보고했다: "땅은 매우 황폐하고 나무가 무성하여 현지 정착민들이 지나쳤던 곳이었다. 그러나 이탈리아인들은 힘든 노력과 절약으로 땅의 일부를 개간하고 생산적으로 만드는 데 성공했다. ... 게다가 자신의 소유지에서 일하는 것 외에도 정착민들은 설탕 산업, 목재 제재, 풀씨 수집 및 기타 잡다한 작업에 종사했다."
1883년, 영국과 이탈리아 사이에 상업 조약이 체결되어 이탈리아 국민에게 입국, 여행 및 거주의 자유, 재산 취득 및 소유권, 사업 활동 수행 권리를 허용했다. 이 협정은 분명히 더 많은 이탈리아인들의 오스트레일리아 도착을 촉진했다.

### 1890~1920년 노동 사회에서
1891년은 퀸즐랜드주에서 북이탈리아 출신 농민 300여 명이 도착할 예정이었던 해였다. 이들은 19세기 중반부터 사탕수수 농장을 위한 착취 가능한 노동력으로 북퀸즐랜드에 유입된 60,000명 이상의 카나카족을 대체하기 위한 첫 번째 집단이었다. 1890년대 초까지 이탈리아인들은 퀸즐랜드주에서 사실상 알려지지 않은(비록 매우 미미했지만) 존재였다. 새로운 백호주의 정책의 결과로 카나카족은 이제 추방되고 있었다. 고용은 보장되었지만, 임금은 낮고 고정되어 있었다. 이 모든 문제에서 결정적인 요인은 설탕 산업의 곤경이었다. 즉, 순종적인 집단 노동이 필수적이었고, "검소한" 이탈리아 농민들은 그러한 고용에 완벽하게 적합했다.
오스트레일리아 노동조합은 이탈리아인들이 카나카족보다 더 열심히 일하고 더 낮은 임금을 받으며 오스트레일리아인의 일자리를 빼앗을 것이라고 주장했고, 8,000명이 넘는 퀸즐랜드 주민들이 프로젝트 취소를 요청하는 청원서에 서명했다. 그럼에도 불구하고 더 많은 이탈리아 이민자들이 도착했고 곧 이탈리아에 있는 친구와 친척들을 지명했다. 그들은 점차 많은 사탕수수 농장을 인수했고, 퀸즐랜드주 에어와 퀸즐랜드주 인니스페일 주변의 북퀸즐랜드에 번성하는 이탈리아인 공동체를 점차적으로 형성했다.

몇 년 후, 이탈리아인들은 웨스턴오스트레일리아주에서 다시 대중의 논의 대상이 되었다. 1890년대 초 웨스턴오스트레일리아주의 골드러시와 그에 따른 광산 노동 분쟁으로 인해 빅토리아주와 이탈리아 자체에서 수많은 이탈리아인들이 뒤늦게 유입되었다. 대부분은 미숙련 노동자였으므로 주로 광산 표면이나 근처에서 나무를 베고 싣고 운반하는 일에 고용되었다. 파이크는 상황을 다음과 같이 설명했다: 
대중의 동요는 주로 증가하는 실업률에 의해 촉발되었습니다. 심지어 이탈리아인들도 고향에 이에 대해 편지를 쓰기 시작했습니다. 그러나 이탈리아인들은 계약 고용 시스템 때문에 다른 노동자들보다 더 쉽게 고용될 수 있었습니다. 그들은 비교적 온순하고 절제하며 가장 더운 날씨에도 일할 수 있는 미덕을 가지고 있었기 때문에 계약업자들이 선호했으며, 그들 중 일부는 이탈리아인 자신이었습니다.
이전에 투스카니 이민자들의 일시적인 이주에 관해 언급했듯이, 이탈리아인들은 열심히 일했고, 대부분 단순하고 원시적인 생활 방식을 통해 꾸준히 돈을 모아 살기 좋은 오스트레일리아 도심 지역이나 고향의 이탈리아인 공동체에 땅을 샀다. 그들은 분명히 "나쁜 일을 위한 더 나은 사람들"이었다.

1890년대 초는 이탈리아인 이민에 대한 오스트레일리아인의 태도에 전환점이 되었다. 파이크는 다음과 같이 말했다: 
노동 운동은 모든 지역, 특히 이들 산업에 대한 이탈리아인 이민에 반대했습니다. 이는 노동 시장을 부풀리고 경쟁을 심화시켜 고용주에게는 선택의 폭을 넓히고, 노동을 원하고 일자리가 필요한 고용인에게는 고용 대가를 지불하고 낮은 임금을 수락할 기회를 제공했기 때문입니다.
퀸즐랜드의 사탕수수 활동과 웨스턴오스트레일리아주의 광산(대부분의 이탈리아인들이 고용된 곳)은 노동 운동의 표적이 되었다. 오코너가 첫 이탈리아인 정착촌에 대한 그의 저서에서 보고한 바와 같이, 이탈리아인들이 칼굴리 금광에서 영국인들과 일자리 경쟁을 시작하자, 의회는 그들이 그리스인들과 마자르인들과 함께 "미국에서 유색인종보다 더 큰 해충이 되었다"고 경고받았다. 다시 말해, 1890년대 동안 오스트레일리아 노동당과 앵글로-켈트족 오스트레일리아인 노동 계급 사이에 정치적, 사회적 동맹이 형성되어, 특히 임금 수준을 낮추는 북부 및 중부 이탈리아인 노동자들에 대한 반응으로 이탈리아인 이민자들에게 대응했다.

1890년대와 1900년대 초 오스트레일리아 여행 보고서와 묘사에 대한 이탈리아 문헌에서도 이러한 마찰에 대한 언급이 있다. 이탈리아 지리학회(Societa' Geografica Italiana)는 오스트레일리아의 몇 안 되는 이탈리아인 정착촌에 대해 다음과 같이 보고했다: 
대부분의 경우 (이탈리아인) 노동자는 텐트에서 생활하므로, 술을 마시지 않는 사람(이 나라에서는 흔한 습관이지만, 우리 동포들 사이에서는 그렇지 않다)은 쉽게 임금의 절반을 절약할 수 있습니다. 우리 이탈리아인들은 절약 정신이 뛰어나서 때로는 그 이상도 절약합니다. 
이탈리아 사제이자 작가인 주세페 카프라는 1909년에 오스트레일리아 여행에 대한 많은 관찰 중에서 다음과 같이 언급했다: 
최근 55년간 이탈리아인들이 오스트레일리아로 더 많이 이주했을 때, 그들의 도덕적 행위는 이곳에 대표된 다른 많은 국적자들, 영국인을 포함하여 우월했습니다. 이탈리아인들은 일과 저축 지향적이고, 지능적이며, 술을 마시지 않고, 매우 인기가 많습니다. 유일한 적대감은 영국 노동자들로부터 오는데, 그들은 자신의 출신에 자신감을 가지고 이탈리아인 경쟁자들을 불쾌하게 바라봅니다. 왜냐하면 그들은 이탈리아인들이 자신들보다 낮은 임금으로 일할 수 있다고 (어떤 증거도 없이) 두려워하기 때문입니다.

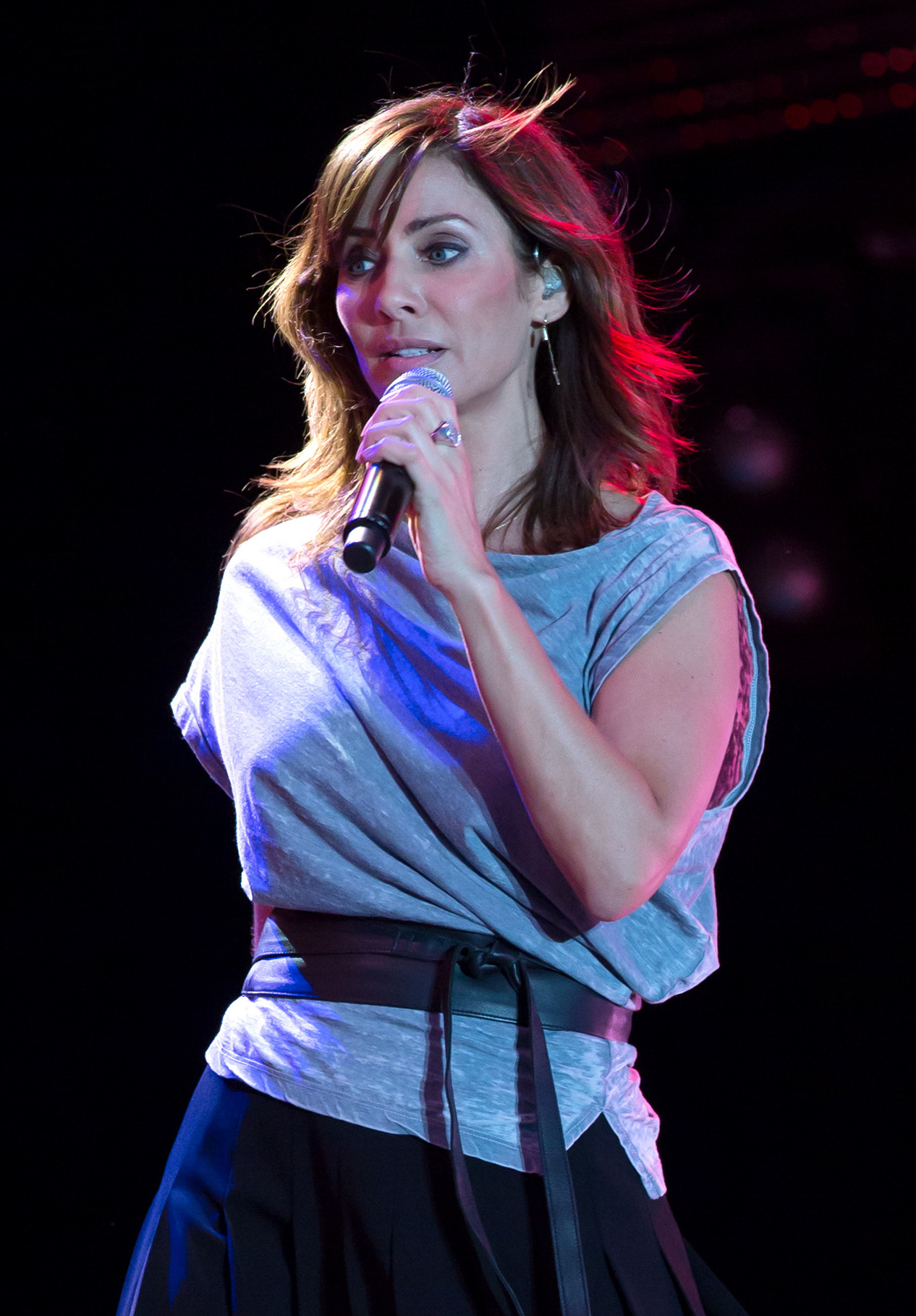
내털리 임브룰리아

기존 오스트레일리아인 노동 계급과 신참 이민자들 간의 마찰은 경제 위기와 실업 기간 동안 이민이 국제 자본주의가 노동 계급 조직에 대한 "분열과 공격의 도구"로 작용했음을 시사한다. 사탕수수 산업과 광업 외의 직업에도 이탈리아인들이 있었다. 웨스턴오스트레일리아주에서는 어업이 다음으로 인기 있었고, 그 다음으로는 농부 출신 이탈리아인과 관련된 일반적인 도시 활동, 예를 들어 시장 정원 가꾸기, 식당 및 와인 상점 운영, 과일 및 채소 판매 등이 있었다.
크레시아니가 20세기 초 수십 년간 이탈리아인 정착촌에 대한 포괄적인 연구에서 설명했듯이, 이탈리아인 정착촌의 작은 규모와 유형 또한 이탈리아인 이민자들이 조직된 노동에 더 넓게 참여하는 것을 방해하는 요인으로 작용했다.
"대부분의 이탈리아인들은 시골, 금광, 광산에 흩어져 있었다. 농업 노동자, 과일 따는 사람, 농부, 담배 재배자, 사탕수수 베는 사람으로서. 거리와 의사소통의 부족은 그들이 조직하는 것을 막았다. 도시에 있는 사람들, 주로 채소상, 시장 정원사, 노동자들은 정치 조직이 가져올 이점을 이해할 관심과 능력이 전혀 없었기 때문에 정치에서 어떤 적극적인 역할에서도 떨어져 있었고, 그것을 옹호하는 사람들로부터도 멀리 떨어져 있었다. 또한, 많은 이민자들은 계절 노동자였고, 어떤 한 곳에도 오래 머물지 않았기 때문에 사회적 또는 정치적 활동에 참여하기 어려웠다." 1900년대 초에는 오스트레일리아에 5,000명 이상의 이탈리아인들이 있었고, 그들의 직업은 매우 다양했다. 1911년 인구 조사에 따르면 이탈리아에서 태어난 거주자는 6,719명이었다. 이들 중 5,543명은 남성이었고, 2,683명은 귀화했다. 적어도 2,600명은 웨스턴오스트레일리아주에 있었다.
1901년 개원한 신생 오스트레일리아 의회가 고려해야 할 가장 중요한 정책 문제 중 하나는 이민이었다. 그 해 말, 법무장관 앨프리드 디킨은 1901년 이민 제한법과 관련 태평양 제도 노동자법을 도입하고 통과시켰다. 이 법의 목표는 오스트레일리아 입국을 통제하고 후자(태평양 제도 노동자법)를 통해 태평양 제도의 유색 노동자를 본국으로 송환함으로써 백호주의를 보장하는 것이었다. 이 개념은 사회적 "백인" 순수성을 보호하고 값싼 유색 노동자에 대한 임금 기준을 보호하기 위한 것이었다.
제한법이 통과되자, 이탈리아인들이 법에 명시된 "받아쓰기 시험" 조항에 따라 입국이 허용되어야 하는지 아니면 막아야 하는지에 대한 혼란이 있었다. 이 법은 번역을 명시하지 않고 유럽어 받아쓰기를 명시했는데, 시험의 목적은 원치 않는 이민자들을 막기 위해 비유럽인들을 오스트레일리아에서 제외시키는 것이었다. 비록 시험은 처음에는 영어로 실시될 예정이었지만, "주로 노동계의 주장으로" 유럽어로 변경되었다. 오스트레일리아 입국을 선택하는 이러한 확고한 시스템은 1958년 입국 허가 시스템으로 대체될 때까지 법률에 남아 있었다.

그럼에도 불구하고, 1900년대 초 프리맨틀 및 기타 오스트레일리아 항구에 입항한 일부 이탈리아인들은 법 조항에 따라 입국이 거부되었다. 후자의 사례는 웨스턴오스트레일리아주가 나머지 세계의 외국인 혐오증을 공유하고 있었다는 것을 시사할 수 있다. 이러한 반응은 확실히 소위 "아시아의 각성"과 '황화론'과 관련이 있었는데, 이는 오스트레일리아만의 용어가 아니었다. 보고된 바와 같이: "이러한 개념들이 결합되어 유럽에서는 전 세계에 걸친 전통적인 유럽의 우월성이 끝나가고 있다는 의심을 불러일으켰다. 오스트레일리아에서는 그러한 결과가 더 직접적인 위협으로 간주되거나 그렇게 보이게 만들어졌다." 

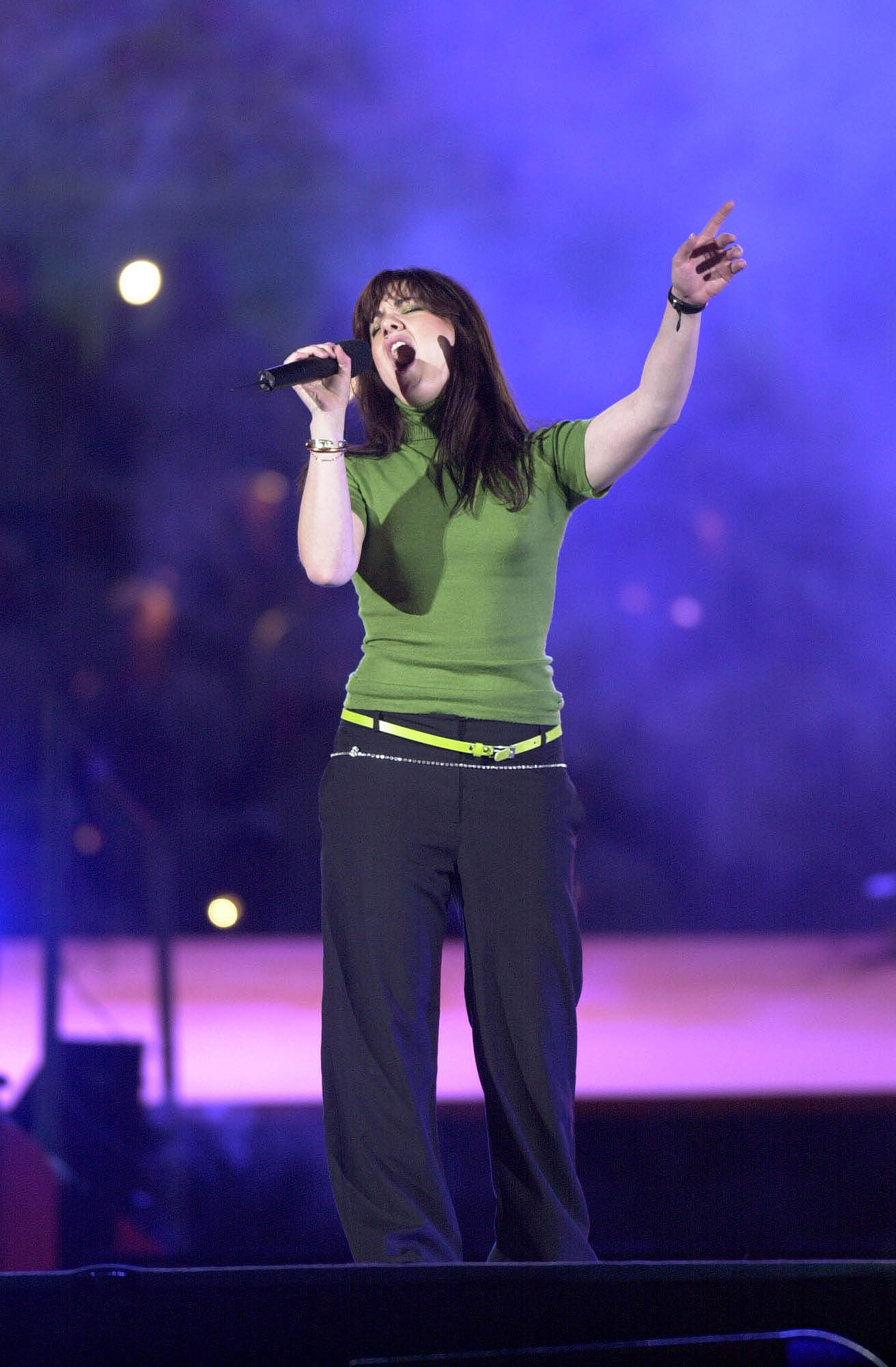
버네사 아모로시

영국-유럽의 우월성 상실감과 노동자 계층에서 노동자들이 앵글로-켈트족으로만 구성되지 않은 오스트레일리아 노동당의 두려움에 모두 fueled되어, 1900년대 초 미국에서 이탈리아인 대량 이민의 여파로 반이탈리아인 감정이 고조되었다. 퀸즐랜드의 사탕수수 산업과 웨스턴오스트레일리아주 광산에 관해 보고된 바와 같이, 그러한 태도는 오스트레일리아에서도 만연했다.
그럼에도 불구하고, 1906년 웨스턴오스트레일리아주가 웨스턴오스트레일리아주 남서부의 시골 지역에 약 100가구의 이탈리아인 농민 가족을 정착시키겠다고 제안했을 때, 웨스턴오스트레일리아주에 이탈리아인 식민지를 건설하려는 새로운 시도가 있었다. 이탈리아 직업 외교관인 레오폴도 주니니가 이끄는 몇몇 북부 이탈리아인 농부들로 구성된 대표단이 이들 시골 지역 대부분을 방문했다. 토양 비옥도, 방목할 소의 질, 이탈리아인 농부들을 위한 운송 및 숙박 시설에 대한 그의 보고서는 극도로 긍정적이고 열정적이었음에도 불구하고, 정착 계획은 실행되지 않았다. 다시 한번, 웨스턴오스트레일리아주 여론은 순수 이탈리아인 정착촌 건설에 반대했는데, 이는 노동 운동과 이탈리아인 이민자들이 제공하는 값싼 노동력 간의 대결로 인한 반이탈리아인 감정의 고조 때문이었을 수 있다.

### 공동체의 성장, 1921–1945
이탈리아인들의 오스트레일리아 이주는 이탈리아인들의 미국 입국에 대한 엄격한 제한이 가해진 후에야 현저히 증가했다. 20세기 초부터 제1차 세계 대전 발발까지 200만 명 이상의 이탈리아인 이민자들이 미국에 입국했지만, 같은 기간 동안 오스트레일리아에는 약 12,000명만이 입국했다. 1917년, 전쟁이 한창일 때, 미국은 이민 유입을 억제하기 위해 문맹 퇴치법을 도입했고(전쟁 직전 몇 년 동안 높은 수치에 도달했었다), 캐나다는 2년 후에 비슷한 법안을 제정했다. 1921년, 미국 정책은 쿼터 시스템을 도입하여 더욱 엄격해졌는데, 이는 특정 연도에 이탈리아인 이민자 총 수를 약 41,000명(1910년 미국에 거주하는 이탈리아인 수의 3%로 계산)으로 제한했다. 더욱이, 1924년에는 이탈리아인들의 입국 수치가 거의 0으로 줄어들었는데, 이는 1890년 미국에 있는 이탈리아인 구성 요소의 2%를 나타내기 위한 것이었다.
이러한 엄격한 제한은 이탈리아로부터의 전후 대규모 이민 흐름의 일부가 점차 오스트레일리아로 전환되었음을 의미했다. 그럼에도 불구하고, 이탈리아인 이민자들이 오스트레일리아 사회에서 인식되는 방식은 1900년대 초에 형성된 인식이 바뀔 리 없었다. 이러한 태도에 대해 맥도널드는 다음과 같이 썼다:
"이탈리아인 이민은 1902년 신 연방 정부가 멜라네시아인과 아시아인의 입국을 중단시킨 후 가장 큰 비영국 이주 운동이 되었다. 이로 인해 이탈리아인들은 오스트레일리아 "인종 토템 기둥"의 맨 아래, 다른 남유럽인들과 오스트레일리아 원주민 바로 위에 놓이게 되었다. 도착자 수, 오스트레일리아 총인구에서 정착민의 비율, 이탈리아인 집단 정착지의 규모는 국제적으로 볼 때 미미했다. 그러나 5%s 반경 내에 50가구의 이탈리아인 가구가 설립되거나 한 직업에 20명의 이탈리아인이 고용되는 것은 오스트레일리아인들에게 경각심을 불러일으켰다. 이탈리아인들의 "열등성"은 일반적으로 인종차별적인 용어로, 또한 "원시적인" 생활 방식 때문에 영국 혈통의 노동과 경쟁할 수 있다는 위협의 측면에서도 인식되었다."
이러한 태도는 다른 영어권 국가에서도 나타났으며, 포터는 캐나다의 경우를 보고했다. 북퀸즐랜드의 이탈리아인에 대한 그의 고전적인 연구에서 더글라스는 그러한 인종차별적 태도에 영향을 미치는 다른 요인들을 제안하며, 1927년 영연방 의회 토론의 요약을 보고한다: "이탈리아인의 이미지는 남부인, 특히 시칠리아인의 고정관념에 의해 형성되었다. 그 진위 여부와 관계없이, 이탈리아 정부 추정치에 따르면 오스트레일리아로 이주한 이탈리아인의 5분의 2가 베네토주 출신이고, 다른 5분의 2는 피에몬테주, 롬바르디아, 토스카나주 지역 출신이므로, 이는 신규 입국자의 소수에만 적용될 수 있었다. 단지 5분의 1만이 시칠리아와 칼라브리아주 출신이었다."
오스트레일리아인들의 이탈리아인에 대한 태도는 우호적이지 않았음에도 불구하고, 1920년대 초부터 이탈리아인 이민자들이 상당한 수로 오스트레일리아에 도착하기 시작했다. 1921년 오스트레일리아 인구 조사에서 8,135명의 이탈리아인이 거주하고 있는 것으로 기록되었지만, 1922-1925년 동안 15,000명이 추가로 도착했으며, 1926-1930년 기간 동안에도 비슷한 수의 이탈리아인들이 오스트레일리아에 도착했다.
미국이 채택한 입국 제한과 함께 1920년대 초 이탈리아 이민을 증가시킨 또 다른 요인은 1922년 이탈리아에서 파시즘이 부상한 것이었다. 점차적으로 이민자 집단은 파시즘의 정치적 반대자들, 일반적으로 북부 이탈리아 지역의 농민들로 구성된 소수 구성 요소도 포함하게 되었고, 이들은 오스트레일리아를 목적지로 선택했다. 남오스트레일리아주로의 이탈리아인 이주에 대한 그의 연구에서 오코너는 심지어 1926년 애들레이드에 엘바섬의 투스카니 섬에 있는 카폴리베리 마을 출신의 위험한 아나키스트 "전복주의자"인 자코모 아르헨티의 존재에 대해서도 보고한다.
1920년대 중반 높은 이민 수치에 대한 베니토 무솔리니의 우려는 1927년 파시스트 정부가 해외 국가로의 모든 이민을 중단하기로 결정하게 만들었다. 예외는 거의 허용되지 않았으며, 여성과 미성년 친척(미성년 아들, 미혼 딸, 부모, 이탈리아에 가족이 없는 미혼 자매)은 해외 거주자에게 의존하는 경우에만 허용되었다. 1920년대 초 이탈리아인들은 비자 요건이 없었기 때문에 오스트레일리아에 입국하는 것이 어렵지 않다는 것을 알게 되었다. 1924년 이민 개정법은 스폰서가 작성한 서면 보증서, 즉 Atto di richiamo('소환 통지')가 없는 한 이민자의 입국을 금지했다. 이 경우, 어떤 이민자도 무료로 오스트레일리아에 올 수 있었다. 스폰서가 없으면, 필요한 상륙 비용은 1924년까지 10파운드였고, 1925년부터 40파운드였다. 오코너는 다음과 같이 말했다: "1928년, 도착자 수가 증가함에 따라, 이탈리아와 오스트레일리아 간의 '신사 협정'은 이탈리아인의 입국을 영국 도착자의 2% 이내로 제한했으며, 이는 연간 최대 3,000명의 이탈리아인에 해당했다."
이탈리아 민족주의는 오스트레일리아 환경에 대한 반작용이자 방어 요소로 작용했다. 1930년대 초에는 파시스트 정부의 직접적인 표현인 오스트레일리아에서의 이탈리아 외교 활동도 더욱 강력해지고 이탈리아인들 사이에서 점점 더 많은 파시스트 개종자를 만들도록 방향을 잡았다. 이민자들은 오스트레일리아의 파시스트 정치 조직의 일원이 되고, 파시스트 회의에 참석하며, 결국 이탈리아로 돌아가서, 이탈리아의 에티오피아 전쟁 캠페인 (1936년)과 이후 제2차 세계 대전 발발 시 이탈리아군에서 복무하는 데 동의하도록 초대받았다.
이탈리아인들은 1920년대와 1930년대 내내, 그들의 출발이나 오스트레일리아에서의 체류에 영향을 미치는 내외부적 요인에 관계없이 꾸준히 오스트레일리아에 도착했다. 미국과 같이 더 인기 있는 목적지 국가에서는 이탈리아인 이민자들의 입국 조건이 엄격해졌고, 이탈리아 파시스트 당국은 이민자들의 출국을 강화했다. 동시에 오스트레일리아에서는 이탈리아인들에 대한 태도가 그들의 정착과 일자리 패턴에 대해 적대적이었다. 게다가 오스트레일리아는 미국과 대부분의 서방 국가들과 마찬가지로 1929년 경제 대공황의 타격을 받았고, 이는 다음 몇 년 동안 심각한 불황을 야기했다.

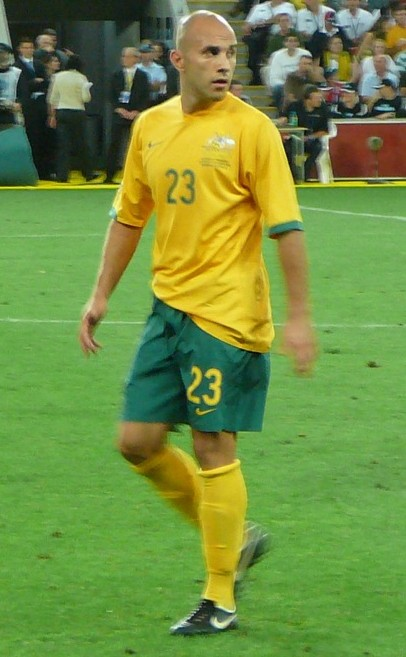
마크 브레시아노

오스트레일리아 법률도 그 결과로 변경되었다. 1932년 이민 제한법에 대한 수정안은 더욱 과격했으며, "백인 외국인"의 오스트레일리아 입국을 보다 효과적으로 통제하는 것을 목표로 했다. 이 수정안은 상륙 허가 시스템을 모든 범주의 이민자에게 확대했으며, 이전에는 유지 보증이 있는 이민자에게만 적용되었다. 목표는 이민자들이 현지 실업자에게 불리하게 작용하는 현지 노동 시장에서 경쟁하는 것을 제한하는 것이었다. 동시에, 입국이 원치 않는 이민자의 상륙을 제한하기 위해 받아쓰기 시험을 적용할 수 있는 권한은 여전히 5년까지 유효했다.
경제 대공황은 1934년에 다시 인종적 증오로 번진 또 다른 사회적 긴장을 촉발시켰다. 칼굴리 금광 도시에서, 한 이탈리아인 소유 호텔에서 이탈리아인에 대한 비방적인 발언을 한 오스트레일리아인이 바텐더에게 맞아 사망했다. 이 사고는 칼굴리에 거주하는 많은 오스트레일리아인 광부들의 이탈리아인에 대한 분노를 촉발시켰고, 이는 이틀간의 폭동으로 절정에 달했다. 분노한 광부 군중은 볼더와 칼굴리에 있는 이탈리아인 및 기타 남유럽인의 많은 상점과 개인 거주지를 파괴하고 불태웠으며, 수백 명의 이탈리아인 이민자들을 주변 시골로 피신시켰다. 언론의 비난에도 불구하고, 폭동은 이탈리아인에 대한 전반적인 여론의 태도를 바꾸지 못했다.
1930년대에 오스트레일리아 공동체는 이탈리아인의 문화적 열등성에 대한 인식을 유지했는데, 이는 장기적인 인종적 개념에 크게 기인하며 이민자들의 생활 방식에 의해 확인되었다. 베르톨라가 폭동에 대한 그의 연구에서 관찰했듯이, 이탈리아인에 대한 인종차별은 "그들이 임금과 조건을 낮추는 노력에 사용될 용의가 있는 것처럼 보였고, 그들이 그들을 수용 문화와 분리하는 경계를 초월할 수 없었기 때문"에 있었다.

이것은 의심할 여지 없이 오스트레일리아에서 일하고 거주하는 상당수의 이탈리아인들을 파시즘에 공감하고 이탈리아인 협회와 가족의 좁은 울타리에 전념하도록 만든 수많은 에피소드 중 하나였다. 1930년대 후반, 오스트레일리아를 여행한 한 파시스트는 웨스턴오스트레일리아주 광산에서 이탈리아인들의 삶과 일을 다음과 같이 묘사했다: 
그들은 무솔리니의 이탈리아인이라는 위신을 지키기 위해 일상적인 힘든 노동과 오스트레일리아인들의 투쟁에 저항해야 합니다. [...] 이탈리아인들은 강력한 저항 전선을 형성했으며, 이는 외국 땅에서 파시즘의 가장 큰 승리 중 하나로 간주될 수 있습니다. 이탈리아에서 이탈리아인을 만드는 것과 해외에서 만드는 것은 다릅니다. 해외에서는 당신을 먹여주는 사람들이 당신이 그들을 위해 일한다는 것을 잊고, 단지 이 이유만으로도 당신의 팔과 정신의 주인이라고 생각합니다. 
그럼에도 불구하고, 1933년 오스트레일리아 인구 조사에 따르면 이탈리아에서 태어난 사람은 26,756명(1921년 8,000명에 비해)이었다. 그 해부터 오스트레일리아에 거주하는 이탈리아 태생 주민은 독일인과 중국인을 대체하며 오스트레일리아 최초의 비영어권 민족 집단을 대표하기 시작했다. 그럼에도 불구하고, 그들 중 매우 높은 비율(20,064명)이 남성이었다. 1920년대 후반과 1930년대 초반에 오스트레일리아로 이주한 많은 이탈리아 남성 이민자들은 1930년대 후반에 아내, 노동 연령의 아들, 딸, 형제 자매와 합류했다. 이러한 패턴은 적대적으로 인식되는 오스트레일리아 환경과 전전 이탈리아의 정치적 혼란 모두로부터의 "방어"로 해석될 수 있다.
제2차 세계 대전 발발 전까지는 이탈리아인과 오스트레일리아인 사이에 상당한 정도의 분리가 있었다. 추가적인 반응으로, 오스트레일리아에 거주하는 이탈리아인의 상당수는 오스트레일리아에 최종적으로 정착할 때까지 귀화(5년 거주 기간 후 부여될 수 있음)를 미루는 경향이 있었다. 따라서 제2차 세계 대전 발발과 함께 이탈리아인 이민자에 대한 오스트레일리아 여론이 자연스럽게 강경해진 것은 놀라운 일이 아니다.
이탈리아의 참전 이후, 특히 퀸즐랜드, 남오스트레일리아주 및 웨스턴오스트레일리아주에서 이탈리아인들의 대규모 억류가 이어졌다. 퀸즐랜드에서는 이탈리아인들이 일본 침략군과 합세하여 제5열을 구성할 것이라는 우려가 있었다. 1940년에서 1945년 사이에 전쟁 발발 전 귀화하지 않은 대부분의 사람들은 "적국 외국인"으로 간주되어, 개인적인 이동과 고용 지역에 대해 억류되거나 면밀한 감시를 받았다. 오스트레일리아 시민권을 취득한 이탈리아계 오스트레일리아인도 억류된 사례가 많았다. 특히 북부 퀸즐랜드에서 그러했다.

### 전후오스트레일리아로의 대규모 이주, 1946–1970년대

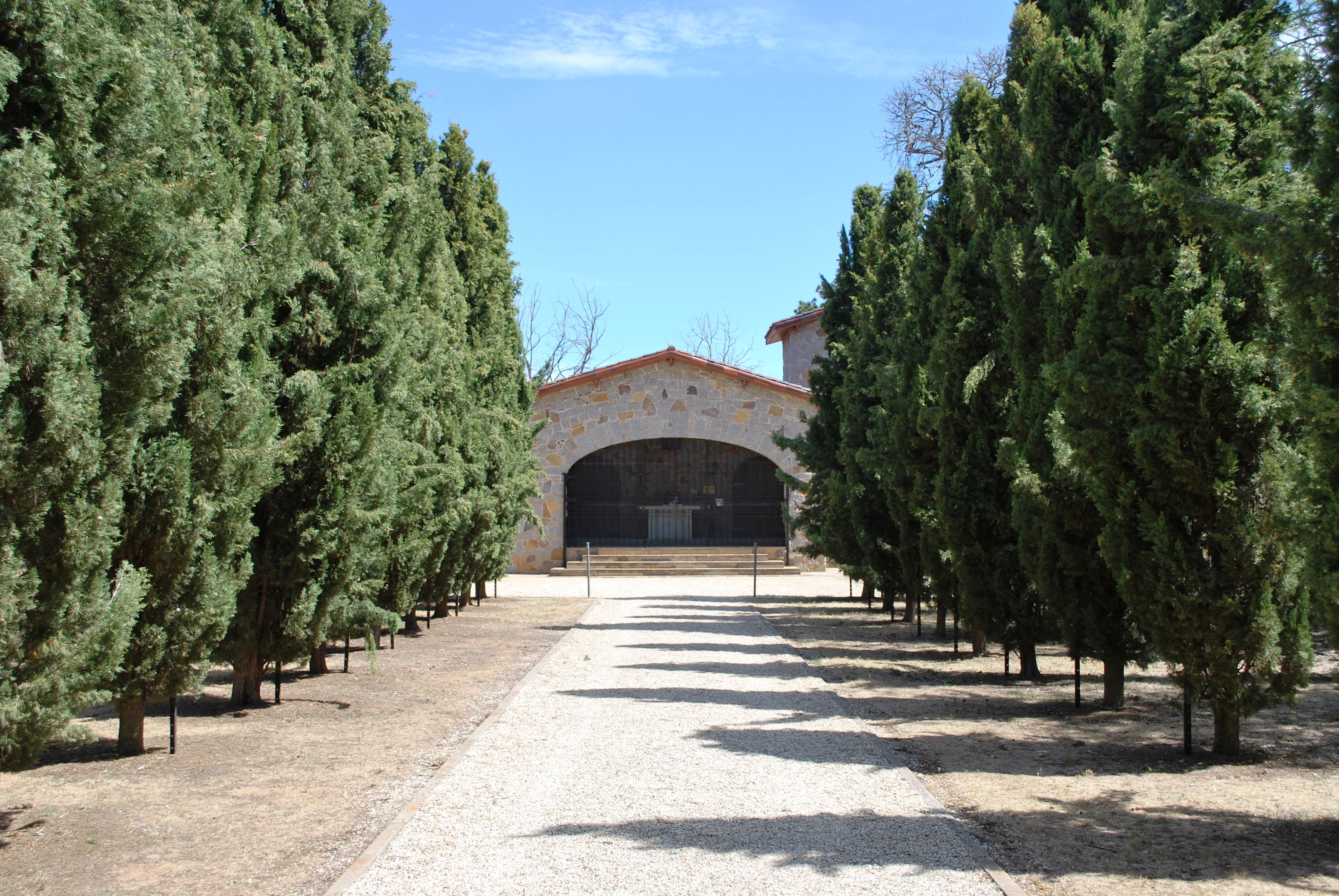
빅토리아주 머치슨에 있는 오사리오(Ossario), 제2차 세계 대전 중 이 지역에 수용된 이탈리아인 전쟁 포로들을 위한 기념물

제2차 세계 대전 중 18,000명 이상의 이탈리아인 전쟁 포로가 오스트레일리아 전역의 포로 수용소로 보내졌다. 억류된 "적국 외국인"들과 함께, 1942년 이후 그들 중 상당수는 별다른 감시 없이 내륙 농장에서 고용되었다. 많은 전쟁 포로와 이탈리아계 오스트레일리아인 억류자들은 농장과 목장에서 열심히 일하여, 오스트레일리아인 고용주들로부터 근면하고 헌신적인 노동자라는 호의적인 평판을 얻었다. 이러한 상황은 전후 이탈리아인들의 오스트레일리아 이주에 대해 전쟁 전보다 더 우호적인 환경을 조성하는 데 기여했다.
제2차 세계 대전 이후, 오스트레일리아인들의 이탈리아인에 대한 태도는 오스트레일리아의 경제 발전에 대한 이탈리아인들의 가치 인식이 증가하면서 점차 변화하기 시작했다. 동시에, 이탈리아의 전쟁 경험은 이탈리아인들이 이전에 그들의 조국에 대해 느꼈던 많은 정치적, 감정적 애착을 파괴하는 데 도움이 되었다. 결과적으로, 전쟁의 종식은 세계 대전 발발 시 적국 외국인으로 분류되었던 많은 이탈리아인 이민자들의 귀화를 촉진했다.

1947년 말, 오스트레일리아에 거주하는 이탈리아인 중 21%만이 아직 귀화하지 않았다. 1940년대 후반에 귀화한 많은 이들은 전쟁으로 인한 의혹을 풀기 위해 그렇게 했다. 보리는 오스트레일리아의 이탈리아인 동화에 대한 그의 근본적인 저서에서 다음과 같이 썼다: 
"귀화는 그들의 재활을 향한 명백한 첫 걸음이었습니다. 전쟁은 또한 이탈리아와의 많은 연결 고리를 끊었고, 게다가 그곳으로 돌아갈 선박 편을 확보하는 것도 여전히 어려웠습니다. 그러나 귀화 행위가 돌이킬 수 없는 단계였고, 이는 사회적, 문화적으로 동화되려는 동기를 부여했을지라도, 현장 조사는 이탈리아인들이 특히 가정 내에서 "오스트레일리아인"이 아닌 많은 특성을 유지했음을 분명히 보여줍니다. 그리고 귀화했든 아니든, 그들은 여전히 오스트레일리아인들에게 완전히 받아들여지지 않았습니다."

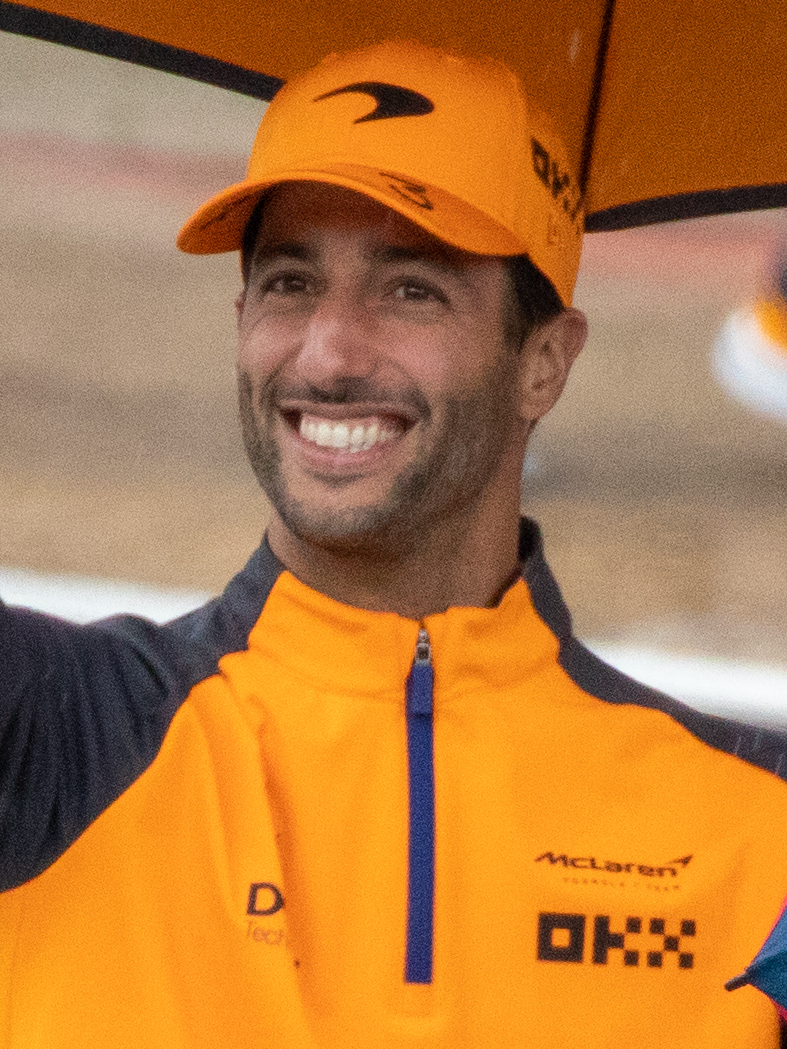
다니엘 리카도

반대로, 전쟁 경험 후, 오스트레일리아 정부는 전략적으로 중요한 경제적 및 군사적 이유로 오스트레일리아의 인구를 늘리는 것을 목표로 하는 '인구를 늘리거나 사라진다' 프로그램을 시작했다. 전후 오스트레일리아의 이민 논쟁은 새로운 차원을 띠게 되었는데, 공식 정책이 이민자의 수와 다양성을 크게 늘리고, 지치고 파괴된 유럽에서 오는 사람들을 위한 장소를 찾는 것을 목표로 했기 때문이다. 전쟁은 이주 패턴의 변화를 초래했으며, 다양한 이유로 본국으로 돌아갈 수 없는 많은 사람들을 수용해야 할 필요성을 제기했다. 이는 폴란드인, 독일인, 그리스인, 체코인, 유고슬라비아인, 슬로바키아인과 같은 중부 및 북동부 유럽 출신 1천만 명 이상의 사람들에게 해당되었다. 이 이민 프로그램의 중요한 단계는 1947년 이재민 계획으로 시작되었으며, 이로 인해 17만 명 이상의 이재민이 오스트레일리아로 유입되었다.
이탈리아의 전후 이민은 확실히 이탈리아의 산업 발전 정책에서 비롯되었다. 전쟁 전에 이탈리아에서 상당한 산업 성장이 있었지만, 전쟁으로 인한 파괴로 인해 그 구조는 폐허가 되었다. 이러한 요인과 전선에서 돌아온 이탈리아 군인들은 인구 과잉을 초래했으며, 이는 빈곤에 대한 대안으로 이민을 선택하게 만들었다.
1950년대 초까지 오스트레일리아 당국은 네덜란드 (1951년), 독일 및 오스트리아 (1952년)와 공식적인 이주 협정을 협상했다. 그들은 또한 이탈리아인들에게 개방된 개인 추천 및 보증 시스템을 도입하여 전쟁으로 헤어진 가족들이 다시 합칠 수 있도록 허용했다. 또한, 오스트레일리아와 이탈리아 정부는 모집 및 지원 통행 계획을 협상했으며, 이는 1952년에 완전히 효력을 발휘했다. 맥도널드가 광범위하게 설명했듯이, 개인 추천 계획에 의해 완화된 연쇄 이민 과정은 양자 프로그램의 행정 기구보다 더 유연해 보였다. 개인 추천자들은 오스트레일리아 도착 시 지원과 연락처 보장을 받아 이민자들이 모든 고용 가능성을 평가하는 데 도움이 되었다.
1950년대 중반부터 이탈리아인들의 오스트레일리아 이주 흐름은 일종의 대규모 이주가 되었다. 오스트레일리아에 있는 친척들의 추천이나 보조 이민자로서, 상당수의 이민자들이 이탈리아를 떠나 오스트레일리아로 향했다. 전전 이주와 달리, 1950년대와 1960년대 이민자들의 대부분은 오스트레일리아에 영구적으로 정착할 계획이었다. 이 두 십년 동안 오스트레일리아로 온 이탈리아인들의 수는 너무 많아서 그 수가 10배로 증가했다. 1949년 6월부터 2000년 7월 사이에 이탈리아는 영국 및 아일랜드에 이어 오스트레일리아 이민자 도착자 중 두 번째로 흔한 출생지였다.
|                                  | 도착자 수 1949년 7월 – 2000년 6월 | 1949년 7월 – 1959년 6월 | 1959년 7월 – 1970년 6월 | 1970년 7월 – 1980년 6월 |
| -------------------------------- | --------------------------------- | ----------------------- | ----------------------- | ----------------------- |
| 이탈리아에서 온 이민자 도착자 수 | 390,810                           | 201,428                 | 150,669                 | 28,800                  |
| 총 이민자 도착자 수              | 5,640,638                         | 1,253,083               | 1,445,356               | 956,769                 |
| 이탈리아에서 온 이민자 비율      | 6.9%                              | 16.1%                   | 10.4%                   | 3.0%                    |

### 21세기
최근 몇 년 동안 오스트레일리아는 반세기 만에 볼 수 없었던 규모의 새로운 이탈리아 이주 물결을 겪고 있는데, 수천 명이 이탈리아의 경제적 어려움을 피해 이주하고 있다.
2012-13년에 20,000명 이상의 이탈리아인들이 임시 비자로 오스트레일리아에 도착하여, 제2차 세계 대전 이후 이전 이주 붐 동안 1950-51년에 도착한 이탈리아인의 수를 초과했다.
2022년 연방 선거에서 앤서니 앨버니지가 당선되어 오스트레일리아 최초의 이탈리아인 혈통 오스트레일리아 총리가 되었다.
2024년 현재, 데이비드 크리사풀리는 퀸즐랜드 주 주지사 (LNP)이고 리아 피노키아로는 노던 준주 총리 (CLP)이다. 둘 다 이탈리아인 혈통이다.

## 인구 통계

2011년 인구 조사를 기준으로 통계적 지역 단위별 오스트레일리아 인구 중 이탈리아인 혈통을 가진 사람들의 비율

2021년 인구 조사에서 1,108,364명이 이탈리아인 혈통(단독 또는 다른 혈통과 조합)을 선택했으며, 이는 오스트레일리아 인구의 4.4%에 해당한다. 2021년 인구 조사에서는 163,326명이 이탈리아에서 태어났음을 확인했다. 2021년에는 228,042명의 오스트레일리아 거주자가 집에서 이탈리아어를 사용했다.
오스트레일리아 통계청이 발표한 2006년 인구 조사 자료에 따르면, 이탈리아 태생 오스트레일리아인의 95%가 자신의 종교를 기독교로 기록했다.
2006년 인구 조사에 따르면, 162,107명 (81.4%)이 집에서 이탈리아어를 사용한다. 영어 숙련도는 설문 응답자들이 28%는 매우 잘, 32%는 잘, 21%는 잘 못한다고 스스로 평가했다 (18%는 응답하지 않거나 해당 없음).
1970년대 이후 이탈리아에서 온 이민자 수가 크게 줄어들면서, 이탈리아에서 태어난 오스트레일리아 인구는 고령화되고 감소하고 있다. 대부분의 이탈리아계 오스트레일리아인은 이탈리아인 이민자의 오스트레일리아 태생 후손이다.
2016년 현재, 2016년 이탈리아 헌법 국민투표에 따르면 오스트레일리아에 거주하는 등록된 이탈리아 시민(이중 국적자 포함)은 120,791명이었다.

### 지리적 분포

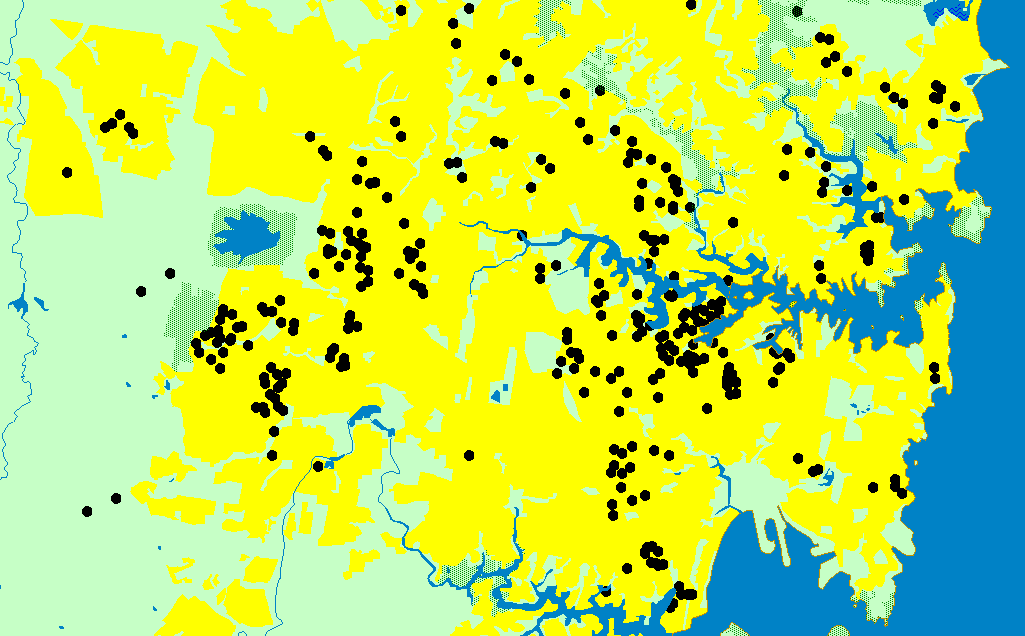
점 하나는 시드니 거주 이탈리아 태생 100명을 나타낸다.

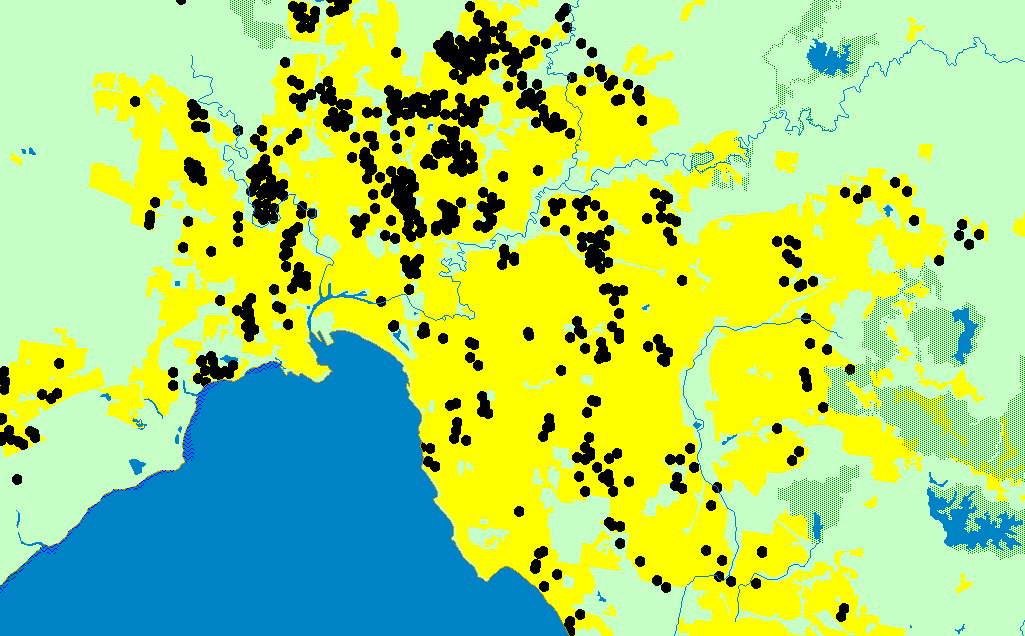
점 하나는 멜버른 거주 이탈리아 태생 100명을 나타낸다.

이탈리아인들은 오스트레일리아의 모든 주, 준주, 도시 및 지역에 잘 분포되어 있다. 2021년 인구 조사에서 이탈리아인 혈통을 가진 사람이 가장 많은 주는 빅토리아주 (384,688명), 뉴사우스웨일스주 (301,829명), 퀸즐랜드주 (152,571명), 웨스턴오스트레일리아주 (137,255명) 및 남오스트레일리아주 (103,914명)였다.
현재 이탈리아에서 태어난 오스트레일리아 거주자 대부분은 멜버른 (73,799명), 시드니 (44,562명), 애들레이드 (20,877명) 및 퍼스 (18,815명)에 집중되어 있다. 다른 그룹과 달리 브리즈번에 거주하는 이탈리아인의 수는 상대적으로 적지만, 헴펠이 이 주에서 이탈리아인 이민자들의 전후 정착에 대한 연구에서 설명했듯이 북부 퀸즐랜드에는 상당한 이탈리아인 분포가 있다. 이러한 상황은 1910년대, 1920년대, 1930년대에 사탕수수 산업과 그와 관련된 빠른 수입의 가능성이 시골 지역에 더 많은 "임시" 이민자들을 유인했던 퀸즐랜드에서 이탈리아인들이 따랐던 이주 패턴의 결과이다.
반대로, 오스트레일리아 도시에서는 이탈리아 마을 또는 원산지 지역이 이탈리아인들의 별도 정착지 또는 이웃 집단을 형성하는 데 중요했다. 인구 "하위 집단"이 지역에 걸쳐 분포되는 방식은 그 집단의 생활 패턴에 대해 많은 것을 알려줄 뿐만 아니라, 그러한 공동체에 서비스를 제공하는 데 있어서도 매우 중요하기 때문에 중요하다. 이탈리아인 공동체는 전체 인구와 구별되는 매우 독특한 분포 패턴을 가지고 있다.
번리가 오스트레일리아 도시에서 이탈리아인 흡수에 대한 연구에서 보고한 바와 같이, 멜버른의 전통적인 리틀이털리인 칼턴의 내부 교외 지역과 시드니의 레이카트에 있는 일부 이탈리아인 밀집 지역은 이탈리아의 지리적으로 매우 제한된 지역 출신의 여러 그룹으로 구성되었다. 시칠리아의 리파리 제도와 비첸차 지방의 몇몇 공동체 출신 이민자들이 레이카트의 주요 이탈리아인 공동체 핵심을 형성했으며, 라구사 지방과 비치니 코뮌 출신의 시칠리아인들이 현재 10,000명 이상의 이탈리아인이 거주하는 브런즈윅에 대규모 집단을 형성했다.
더 작은 규모로, 그러나 유사한 패턴을 통해 1920년대와 1930년대 이탈리아인의 첫 번째 주목할 만한 도착 이후 애들레이드, 퍼스 및 빅토리아주, 뉴사우스웨일스주, 퀸즐랜드의 소규모 도시에도 다른 대규모 이탈리아인 공동체가 형성되었다. 대부분의 1세대 이탈리아인 이민자들은 연쇄 이주의 형태로 가까운 친척이나 친구의 추천을 받아 오스트레일리아로 왔다.
특히 웨스턴오스트레일리아주의 경우, 앞서 언급했듯이 1890년대 초 이스턴 골드필드에서 금이 발견된 후 이탈리아인들이 더 많이 도착하기 시작했다. 1911년 오스트레일리아 인구 조사에는 웨스턴오스트레일리아주에 2,000명 이상의 이탈리아인이 존재한다고 기록되어 있다. 불과 2년 전, 이탈리아인 작가 카프라는 이 주를 방문하여 다음과 같이 보고했다:
"현재 오스트레일리아로의 이탈리아인 이민은 미미하며, 거의 전적으로 서부주의 광부와 벌목꾼, 그리고 퀸즐랜드의 사탕수수 노동자로 구성되어 있습니다."
카프라는 이탈리아인들의 직업 분포를 자세히 설명한다. 이탈리아인 전체의 3분의 2 이상이 광산 또는 광산 관련 벌목 산업(각각 약 400명과 800명)에 고용되었으며, 둘 다 과일리아, 데이 다운, 쿨가디, 큐의 금광 지역과 카라웡 및 레이크사이드의 숲에서 일했다. 나머지 이탈리아인 노동자들은 주로 농업(250명)과 어업(150명)에 종사했다. 웨스턴오스트레일리아주에서 이탈리아인들의 이러한 작업 패턴은 1920년대 후반과 1930년대 초반의 더 일관된 이주 흐름에도 불구하고 크게 변하지 않았다. 이 두 십년 동안 오스트레일리아로 이주한 이탈리아인들은 이탈리아 북부 및 중부 산악 지역에서 계속 왔으며, 이는 광업과 벌목이 제공할 수 있는 빠른 보상을 목표로 하는 "일시적" 이주 패턴을 따랐다. 이러한 패턴의 변화와 1950년대와 1960년대의 이탈리아인 대량 이주 프로그램은 이미 검토되었다. 따라서 웨스턴오스트레일리아주의 이탈리아인의 지역적 기원 구성 요소가 달랐고, 그 결과 1950년대 후반부터 주의 도시 및 농촌 지역 모두에서 이탈리아인 이민자들의 지리적 분포가 더욱 복합적으로 변했다.

### 기원
1947년부터 1971년까지 오스트레일리아의 이탈리아 태생 인구는 289,476명이었고, 대부분의 이탈리아인 이민자들은 시칠리아, 칼라브리아주 및 베네토주에서 왔으며 대도시 지역에 정착했다.

### 귀환 이주
이탈리아계 오스트레일리아인은 이탈리아로의 귀환 이주율이 낮다. 2001년 12월, 오스트레일리아 외교통상부는 이탈리아에 거주하는 오스트레일리아 시민이 30,000명으로 추산된다고 밝혔다. 이들은 주로 오스트레일리아 시민권을 가진 귀환 이탈리아인 이민자와 그들의 이탈리아계 오스트레일리아인 자녀일 가능성이 높다.

## 오스트레일리아이민에 관한 영화

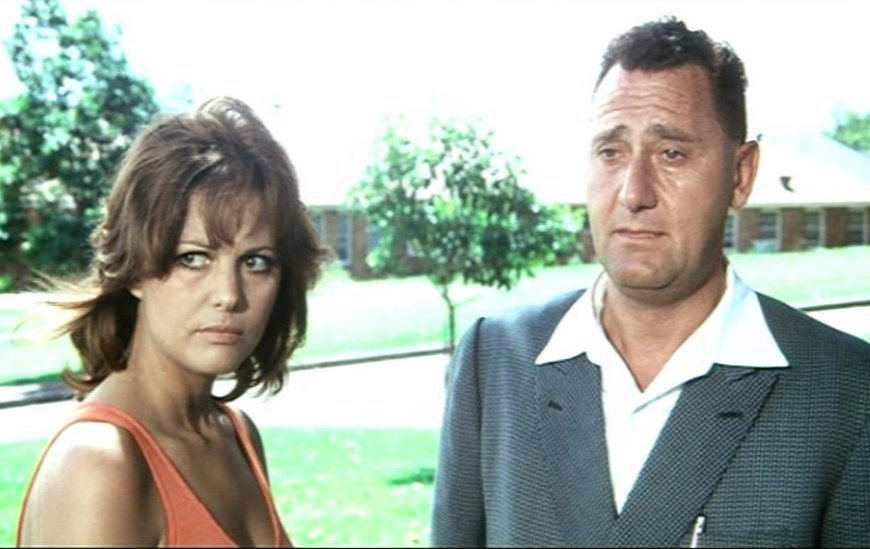
영화 호주의 소녀 (1971)의 한 장면

- 호주의 소녀 (1971), 루이지 잠파 감독
- 사랑의 형제 (2004)
- 언더벨리 (시즌 1) (2008)